# Nelly Rivas
Nélida Haydeé Rivas (Rawson, Argentina; 21 de abril de 1939 - 28 de agosto de 2012), conocida como Nelly Rivas, fue una estudiante, integrante de la UES, quien, según sus testimonios, tuvo una relación amorosa con el presidente argentino Juan Domingo Perón, luego del fallecimiento de Eva Duarte. Perón negaba que existiera esta relación; además, negó que fueran auténticas las cartas que le envió en su exilio (según Vicente Muleiros, haciendo creer que las cartas fueron fraguadas por la Libertadora). La relación con Rivas habría comenzado cuando esta contaba con solamente 14 años y finalizó cuando tenía 16, con el derrocamiento y exilio de Perón. De acuerdo a lo investigado por el abogado peronista Ignacio Cloppet, la Revolución Libertadora falsificó los documentos del sumario del "juicio" que se le hizo.

## Biografía

### Infancia
Nélida Haydeé Rivas nació el 21 de abril de 1939 en el hospital Rawson y fue la única hija de José María Rivas y María Sebastiana Viva. José era obrero en la fábrica de golosinas Noel y su esposa trabajaba como portera en un edificio de departamentos. Siendo adolescente, Rivas participaba de las actividades organizadas por la UES (rama femenina), una organización en la que se nucleaban alumnos de escuela secundaria, en la residencia presidencial de Olivos.

### Durante el Golpe de Estado
Rivas conoció al presidente Perón durante las actividades organizadas por la UES en la residencia presidencial de Olivos. Posteriormente al derrocamiento del presidente, Rivas aceptó realizar la publicación de sus memorias y en ocasiones posteriores ha realizado otras declaraciones a periodistas e historiadores en las que brindó detalles de la relación.

«Quedé muda. Sentí que un escalofrío me corría por todo el cuerpo. Empecé a temblar como una hoja (…) Yo había quedado estupefacta ante su sencillez y cordialidad. Tampoco había esperado que fuera tan buen mozo».
«Perón, en nuestra casa de trabajadores, era un dios (…) Sería una gran falsedad no reconocer que cada una de nosotras quería ser una segunda Evita».

Tras el derrocamiento de Perón, Rivas fue detenida con su familia en la provincia del Chaco. Durante el gobierno militar autodenominado Revolución Libertadora, sus padres fueron condenados y confinados en la cárcel de Devoto, mientras Nelly fue derivada a un asilo correccional de menores. 

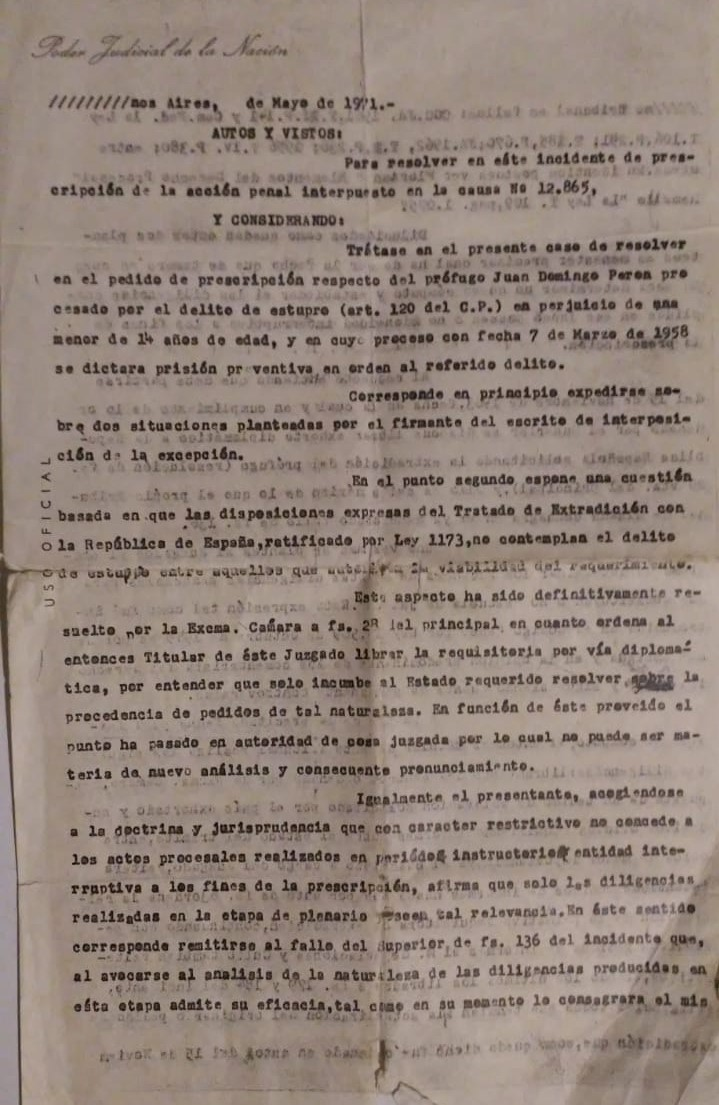
1971 - Prescripción del proceso por estupro a Perón. "Trátase en el presente caso de resolver en el pedido de prescripción respecto del prófugo Juan Domingo Perón procesado por el delito de estupro en perjuicio de una menor de 14 años..." - Poder Judicial de la Nación

Las cartas que intercambió con Perón fueron publicadas oficialmente en 1957 por un diario de los Estados Unidos, mientras que a Perón se le inició un proceso por estupro, un delito que se produce cuando un mayor de edad mantiene relaciones consentidas con una menor de 15 años —Rivas contaba con 14 años al iniciar la relación— causa que prescribió en 1971 mientras Perón negociaba con el presidente de facto Alejandro Agustín Lanusse la legalización del Partido Justicialista.

### Últimos años
Nelly se casó en 1958 y, en diciembre de 1973, se reunió por última vez con Perón cuando él regresó a la Argentina para su tercera presidencia. Nelly en aquel entonces tenía dos hijos. Perón murió meses después, el 1 de julio de 1974. Nelly, por su parte, vivió muchos años más y falleció el 28 de agosto de 2012, a los 73 años.